# Vasile Coroș
Vasile Csaba Coroș (* 14. Juni 1951 in Târgu Mureș) ist ein ehemaliger rumänischer Eisschnellläufer.
Coroș, der für den Dinamo Brașov startete, nahm von 1965 bis 1980 an nationalen Wettbewerben teil und wurde dabei im Jahr 1966 rumänischer Juniorenmeister im Mehrkampf. Zudem siegte er bei rumänischen Meisterschaften viermal im Sprint-Mehrkampf (1975–1978) und zweimal im Großen Vierkampf (1973, 1974). International kam er bei der Sprintweltmeisterschaft 1979 in Inzell auf den 17. Platz. Bei seiner einzigen Teilnahme an Olympischen Winterspielen im Februar 1980 in Lake Placid belegte er den 31. Platz über 1000 m und den 27. Rang über 500 m.

## Persönliche Bestleistungen
| Disziplin | Zeit         | Datum             | Ort            |
| --------- | ------------ | ----------------- | -------------- |
| 500 m     | 39,50 s      | 18. Dezember 1979 | Inzell         |
| 1000 m    | 1:19,39 min  | 4. März 1979      | Inzell         |
| 1500 m    | 2:08,00 min  | 24. Februar 1979  | Inzell         |
| 1500 m    | 4:48,30 min  | 5. April 1975     | Almaty         |
| 5000 m    | 8:11,20 min  | 3. April 1975     | Almaty         |
| 10.000 m  | 18:51,30 min | 30. Januar 1976   | Miercurea Ciuc |